# Второй дивизион чемпионата мира по хоккею с шайбой среди юниорских команд 2023
Чемпионат мира по хоккею с шайбой среди юниорских команд 2023 года во II-м дивизионе — спортивное соревнование по хоккею с шайбой под эгидой ИИХФ, которое состоялось весной 2023 года: в группе А с 9 по 15 апреля в сербской столице Белграде, и в группе В, с 27 марта по 2 апреля, в столице Болгарии Софии. София принимала чемпионат второй раз подряд.

## Регламент
- По итогам турнира в группе А: команда, занявшая первое место, получит право играть в группе B первого дивизиона чемпионата мира 2024 года, а команда, занявшая последнее место, перейдёт в группу B.
- По итогам турнира в группе B: команда, занявшая первое место, получит право играть в группе А второго дивизиона чемпионата мира 2024 года, а команда, занявшая последнее место, перейдёт в группу А третьего дивизиона чемпионата мира 2024 года.

## Итоги
Группа A
- Литва
- Испания

Группа B
- Нидерланды
- Бельгия

## Участвующие команды
В чемпионате планируют принять участие 12 национальных команд. Сборная Бельгии и Сборная Тайваня пришли из третьего дивизиона. Сборные Австралии и Китая снялась с соревнований 2022 года из-за пандемии COVID-19. Обе эти сборные были допущены до соревнований 2023 года.

### Группа А
| Сборная        | Квалификация                                                                 |
| -------------- | ---------------------------------------------------------------------------- |
| Великобритания | Заняла 3-е место в группе A второго дивизиона в 2022 году                    |
| Литва          | Заняла 4-е место в группе A второго дивизиона в 2022 году                    |
| Румыния        | Заняла 5-е место в группе A второго дивизиона в 2022 году                    |
| Сербия         | Хозяева, заняла 4-е место в группе A второго дивизиона в 2022 году           |
| Хорватия       | Заняла 1-е место в группе B второго дивизиона и поднялась оттуда в 2022 году |
| Испания        | Заняла 2-е место в группе B второго дивизиона и поднялась оттуда в 2022 году |

### Группа В
| Сборная    | Квалификация                                                        |
| ---------- | ------------------------------------------------------------------- |
| Нидерланды | Заняла 3-е место в группе B второго дивизиона в 2022 году           |
| Китай      | Заняла 2-е место в группе B второго дивизиона в 2019 году           |
| Болгария   | Хозяева, заняла 4-е место в группе B второго дивизиона в 2022 году  |
| Австралия  | Заняла 5-е место в группе B второго дивизиона в 2019 году           |
| Тайвань    | Заняла 1-е место в третьем дивизионе и поднялась оттуда в 2022 году |
| Бельгия    | Заняла 2-е место в третьем дивизионе и поднялась оттуда в 2022 году |

## Группа А

### Таблица
|  | Команда, выходящая в группу В первого дивизиона чемпионата мира 2024 года   |
|  | Команда, переходящая в группу В второго дивизиона чемпионата мира 2024 года |

| М | Сборная        | И | В | ВО | ПО | П | ШЗ | ШП | РШ  | О  |
| - | -------------- | - | - | -- | -- | - | -- | -- | --- | -- |
| 1 | Литва          | 5 | 4 | 1  | 0  | 0 | 22 | 5  | +17 | 14 |
| 2 | Хорватия       | 5 | 4 | 0  | 0  | 1 | 28 | 9  | +19 | 12 |
| 3 | Великобритания | 5 | 2 | 1  | 1  | 1 | 14 | 16 | -2  | 9  |
| 4 | Сербия         | 5 | 1 | 0  | 1  | 3 | 15 | 24 | -9  | 4  |
| 5 | Румыния        | 5 | 1 | 0  | 1  | 3 | 11 | 29 | -18 | 4  |
| 6 | Испания        | 5 | 0 | 1  | 0  | 4 | 10 | 17 | -7  | 2  |

## Группа В

### Таблица
|  | Команда, выходящая в группу А второго дивизиона чемпионата мира 2024 года    |
|  | Команда, переходящая в группу А третьего дивизиона чемпионата мира 2024 года |

| М | Сборная    | И | В | ВО | ПО | П | ШЗ | ШП | РШ  | О  |
| - | ---------- | - | - | -- | -- | - | -- | -- | --- | -- |
| 1 | Нидерланды | 5 | 5 | 0  | 0  | 0 | 26 | 7  | +19 | 15 |
| 2 | Китай      | 5 | 4 | 0  | 0  | 1 | 26 | 12 | +14 | 12 |
| 3 | Тайвань    | 5 | 2 | 0  | 0  | 3 | 16 | 25 | -9  | 6  |
| 4 | Болгария   | 5 | 2 | 0  | 0  | 3 | 12 | 16 | -4  | 6  |
| 5 | Австралия  | 5 | 2 | 0  | 0  | 3 | 12 | 18 | -6  | 6  |
| 6 | Бельгия    | 5 | 0 | 0  | 0  | 5 | 8  | 20 | -12 | 0  |